# Goshen, Indiana
Goshen är administrativ huvudort i Elkhart County i delstaten Indiana i USA och säte för Goshen College. Countyt grundades år 1830 och den administrativa huvudorten flyttades år 1831 från Dunlap till Goshen. 
Mennoniter har det funnits i området som också kallas Amish Country sedan år 1841 då de fyra första mennonitmännen flyttade från Pennsylvania med sina familjer till närheten av Goshen.